# Daphne Caruana Galizia
Daphne Caruana Galizia (Sliema, Malta, 26 d'agost de 1964 – Bidnija, 16 d'octubre de 2017) va ser una periodista, columnista i formadora d'opinió d'un diari anglòfon, i blogger maltesa.
Va guanyar notorietat per les seves investigacions i divulgacions d'informació sensible, sobretot en matèria de corrupció institucionalitzada, relacionades amb els Papers de Panamà, tant a la premsa, com al seu blog «Running commentary», que arribà a ser més llegit que els diaris més importants del país.
Va ser assassinada el 16 d'octubre de 2017 per l'explosió d'un cotxe bomba, després de denunciar la corrupció de persones destacades entre les quals figuraven diversos membres del govern.

## Biografia
Daphne Caruana Galizia, nascuda com a Daphne Anne Vella, va començar a treballar en els mitjans de comunicació el 1988, i ràpidament es va establir com una de les més controvertides periodistes de Malta amb la seva columna en l'edició dominical del The Times of Malta, el Sunday Times.
El 1996, Caruana Galizia es va retirar del Times després que el diari es va negar a publicar un article que havia escrit sobre el president emèrit Guido de Marco i la seva filla, Gianella Demarco (advocada). Aquest article va aparèixer llavors al The Malta Independent. Immediatament, Caruana Galizia va ser coneguda pels seus punts de vista liberals i la seva duresa en qüestions polítiques i socials.
Els seus escrits oscil·len entre rumors sobre les figures públiques de Malta i l'anàlisi crítica de la realitat sociopolítica maltesa. Al febrer de 2010, Caruana Galizia es va enfrontar a càrrecs de difamació que va fer través d'una sèrie d'acusacions sobre la magistrada Consuelo Scerri Herrera al seu blog.
Juntament amb Andrew Borg-Cardona, és una de les escriptores que han criticat amb més duresa l'extrema dreta de Malta, especialment l'associada amb els punts de vista de Norman Lowell sobre els immigrants il·legals.
La perspectiva feminista de Caruana Galizia és una mica agressiva, instant les dones que no es victimitzin a si mateixes. Quan una treballadora maltesa va guanyar el primer cas d'abús verbal i assetjament sexual a la feina i la victòria va ser vista com un èxit per a les dones de Malta, Daphne va dir que en aquests casos la dona havia de reaccionar i no comportar-se així, com una nena, que era «infantil».
El 8 de març de 2013, Caruana Galizia va ser detinguda a la nit per haver violat la jornada de reflexió de les eleccions generals de Malta, després d'haver escrit articles considerats de naturalesa política al seu blog.

### Els papers de Panamà
Caruana Galizia era conscient de la relació del ministre Konrad Mizz i del cap de personal Keith Schembri amb empreses de Panamà abans de la filtració dels Papers de Panamà a l'abril de 2016. El 22 de febrer va publicar els comentaris que Mizzi tenia connexions amb Panamà i Nova Zelanda. Això va obligar el ministre a revelar dos dies més tard l'existència de Rotorua Trust, una fundació familiar registrada a Nova Zelanda. El 25 de febrer, Caruana Galizia va revelar que Schembri també posseïa una fundació a Nova Zelanda que al seu torn tenia una empresa de Panamà.
La filtració d'abril de 2016 va confirmar que Mizzi era propietari de la companyia panamenya Hearnville Inc, i que Mizzi i Schembri també havien obert una altra companyia, la Tillgate Inc. Les empreses també eren propietat d'Orion Trust New Zealand Limited, que pertanyen a les fundacions de Mizzi i Schembri que tenien a Nova Zelanda; Rotorua i Haast respectivament.
Com que Caruana va ser la primera persona a publicar notícies de la participació de Mizzi i Schembri a Panamà, va ser nomenada posteriorment per Politico com «una de les 28 persones que estan perfilant, sacsejant i revoltant Europa». Politico la va descriure com «una WikiLeaks d'una sola dona que fa una croada contra la manca de transparència i la corrupció a Malta».
El 2017 va al·legar que Egrant, una altra empresa de Panamà, era propietat de Michelle Muscat, la dona del primer ministre Joseph Muscat. Aquestes al·legacions van donar lloc que Muscat convoqués eleccions generals al juny de 2017. Tot i això, el Partit Laborista de Muscat continuà en el govern. Després de les eleccions, Caruana Galizia també va criticar durament el nou líder nacionalista de l'oposició Adrian Delia.

## La seva mort
Caruana Galizia va ser assassinada el 16 d'octubre de 2017 amb un cotxe bomba, un Peugeot 108 llogat, prop de casa seva, a Bidnija. La gran explosió va deixar el vehicle dispers en diverses peces als camps propers. Va ser trobada pel seu fill Matthew, després de sentir l'explosió des de casa seva. Segons els informes, Caruana Galizia va presentar un informe policial que deia que estava sent amenaçada dues setmanes abans de la seva mort.

### Reaccions

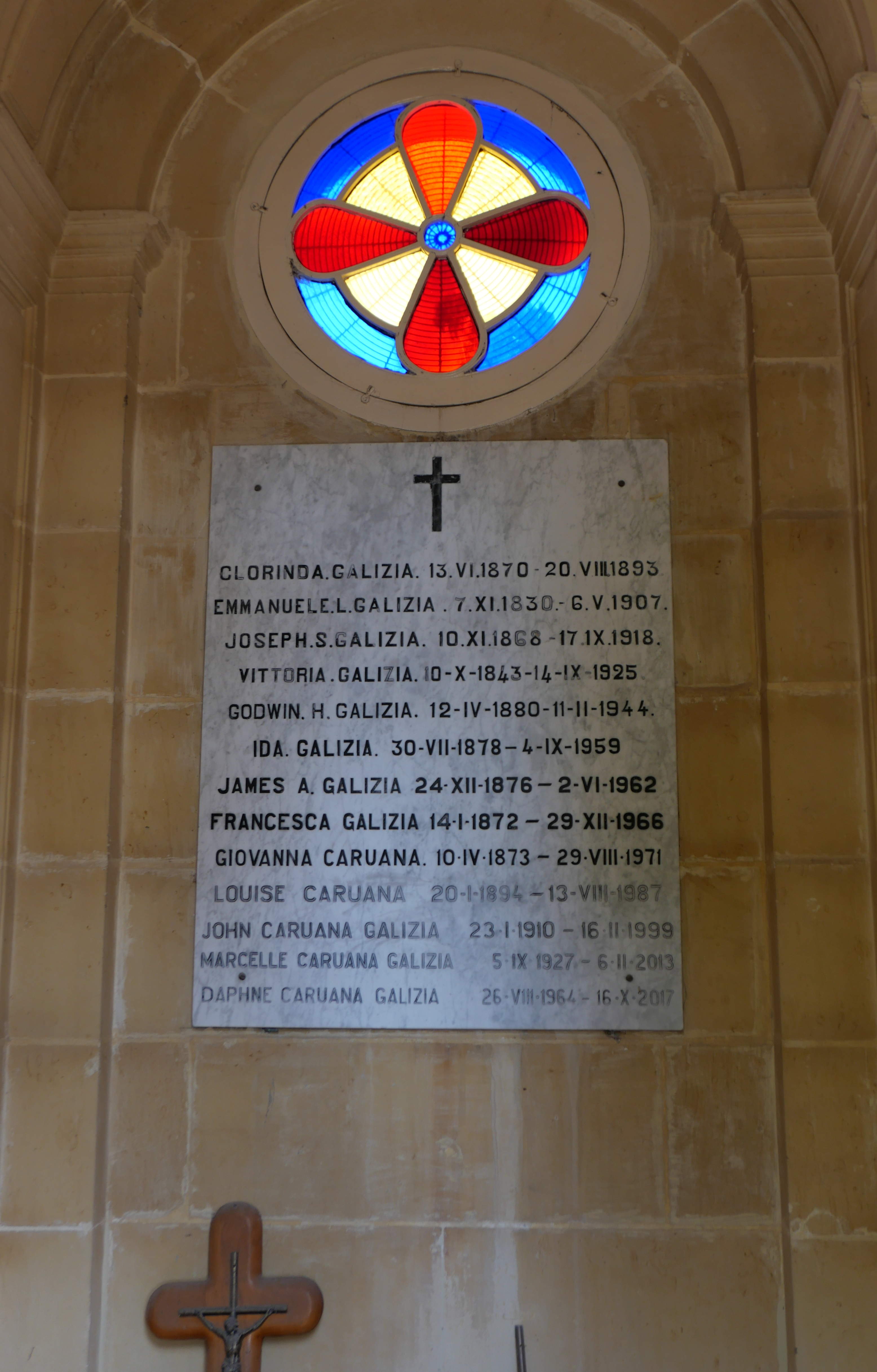
La làpida de Caruana Galizia, la tomba familiar al cementiri de Santa Maria Addolorata a Paola, el cementeri més gran de Malta.

Durant la nit del 16 d'octubre, milers de persones van assistir a una vigília a la ciutat natal de Caruana Galiza, a Sliema. Es va celebrar una altra vigília a la Malta High Commission, a Londres. L'endemà, un grup de desenes de persones es van concentrar davant del Tribunal de La Valletta per exigir justícia. Es va informar de l'assassinat en mitjans locals i internacionals. El nom de Caruana Galizia va començar a convertir-se en un tema del moment a tot el món a través de Twitter. També va aparéixer l'etiqueta #JeSuisDaphne, fent-se ressò del terme Je suis Charlie.
L'assassinat va ser condemnat pel primer ministre Joseph Muscat, que va declarar que «no descansarà fins que es faci justícia» malgrat les seves crítiques contra ella. La presidenta Marie-Louise Coleiro Preca, l'arquebisbe Charles Scicluna i diversos polítics també van expressar el seu condol o van condemnar l'assassinat. El líder de l'oposició, Adrian Delia, va anomenar l'assassinat «el col·lapse de la democràcia i la llibertat d'expressió» i va afirmar que «les institucions [del país] ens han deixat». El president del Parlament Europeu, Antonio Tajani, va dir sobre l'assassinat que era un «exemple tràgic d'una periodista que va sacrificar la seva vida per buscar la veritat». Gerard Ryle, director del International Consortium of Investigative Journalists (Consorci Internacional de Periodistes Investigadors), va declarar que l'organització estava «sorpresa» per l'assassinat de Caruana Galiza i «profundament preocupada per la llibertat de premsa a Malta»".
Julian Assange, el fundador de WikiLeaks, va anunciar que pagaria una recompensa de 20.000 € «per obtenir informació que condemni als assassins de Caruana Galizia». Es va iniciar una campanya de micromecenatge amb l'objectiu de recaptar un milió d'euros que es donarien com a recompensa per obtenir informació que conduís «al descobriment de l'assassí i de la persona o persones que van ordenar l'assassinat».

### Investigació
Els equips forenses i els investigadors policials van arribar a l'escena del crim poc després de l'assassinat. El cap de la investigació va ser la Magistrada Consuelo Scerri Herrera, que havia lluitat en una batalla legal contra Caruana Galizia el novembre de 2010. Scerri Herrera es va abstenir de la investigació 17 hores més tard per la manca de confiança de la família de Carauna Galizia, i va ser substituïda pel magistrat Anthony Vella.
El primer ministre Joseph Muscat va ordenar a les forces de seguretat malteses que concentressin tots els esforços per trobar els assassins. També va demanar l'ajuda del FBI, que va acceptar enviar agents. També hi assistí un equip d'investigació forense policial dels Països Baixos.

### ElProjecte Daphne
Un conjunt de 45 periodistes de 15 països diferents i 18 organitzacions de mitjans de comunicació, juntament amb els tres fills de Caruana es van proposar completar les investigacions que estava duent a terme Daphne Caruana en el que s'anomenà El projecte Daphne. "Si podíem esbrinar més coses sobre la corrupció que investigava, podríem trobar pistes sobre qui havia ordenat l'assassinat", afirmà Juliette Garside, de The Guardian. Un documental dirigit el 2021 per Jules Giraudat ressegueix durant quatre anys aquesta tasca, de manera que la mort de la periodista, que pretenia silenciar una investigació que implicava magnats i polítics, va aconseguir destapar la corrupció del país.